# 5-й меридіан східної довготи
5-й меридіан східної довготи — лінія довготи, що лежить на 5 градусів східніше Гринвіцького меридіана. Вона проходить від Північного полюса через Північний Льодовитий океан, Європу, Африку, Атлантичний океан, Південний океан та Антарктиду до Південного полюса.
5-й меридіан східної довготи формує велике коло разом із 175-тим меридіаном західної довготи.

## Список географічних об'єктів, що перетинає 5° сх. д.
Починаючи на Північному полюсі та рухаючись до Південного полюса, 5-й меридіан східної довготи проходить через:
| Координати                                               | Країна, територія або море | Примітки |
| -------------------------------------------------------- | -------------------------- | --- |
| 90°0′ пн. ш. 5°0′ сх. д. / 90.000° пн. ш. 5.000° сх. д.  | Північний Льодовитий океан | |
| 81°22′ пн. ш. 5°0′ сх. д. / 81.367° пн. ш. 5.000° сх. д. | Атлантичний океан          | |
| 61°2′ пн. ш. 5°0′ сх. д. / 61.033° пн. ш. 5.000° сх. д.  | Норвегія                   | Проходить через острови Бремангерландет[en], Сула[en], Сотра[en], кілька інших островів та материк Входить через острів Воґсей, Вестланн. Виходить південніше Телавога[en], Вестланн |
| 60°13′ пн. ш. 5°0′ сх. д. / 60.217° пн. ш. 5.000° сх. д. | Північне море              | |
| 53°17′ пн. ш. 5°0′ сх. д. / 53.283° пн. ш. 5.000° сх. д. | Нідерланди                 | Проходить через острів Вліланд |
| 53°16′ пн. ш. 5°0′ сх. д. / 53.267° пн. ш. 5.000° сх. д. | Ватове море                | |
| 52°56′ пн. ш. 5°0′ сх. д. / 52.933° пн. ш. 5.000° сх. д. | Нідерланди                 | Проходить східніше Амстердама та західніше Тілбурга |
| 51°26′ пн. ш. 5°0′ сх. д. / 51.433° пн. ш. 5.000° сх. д. | Бельгія                    | |
| 49°47′ пн. ш. 5°0′ сх. д. / 49.783° пн. ш. 5.000° сх. д. | Франція                    | Проходить західніше Діжона |
| 43°23′ пн. ш. 5°0′ сх. д. / 43.383° пн. ш. 5.000° сх. д. | Середземне море            | |
| 36°49′ пн. ш. 5°0′ сх. д. / 36.817° пн. ш. 5.000° сх. д. | Алжир                      | |
| 19°17′ пн. ш. 5°0′ сх. д. / 19.283° пн. ш. 5.000° сх. д. | Нігер                      | |
| 13°44′ пн. ш. 5°0′ сх. д. / 13.733° пн. ш. 5.000° сх. д. | Нігерія                    | |
| 5°50′ пн. ш. 5°0′ сх. д. / 5.833° пн. ш. 5.000° сх. д.   | Атлантичний океан          | |
| 60°0′ пд. ш. 5°0′ сх. д. / 60.000° пд. ш. 5.000° сх. д.  | Південний океан            | |
| 70°3′ пд. ш. 5°0′ сх. д. / 70.050° пд. ш. 5.000° сх. д.  | Антарктида                 | Проходить через Землю Королеви Мод (претендує Норвегія) |